# 玉田美羽
玉田美羽（Miu、1998年3月2日 - ）は、日本の歌手、ダンサー。ガールズグループFUSIONのメンバーである。F-STYLE所属。